# 대한민국 상법 제349조
대한민국 상법 제349조는 전환의 청구에 대한 상법 회사법의 조문이다.

## 조문
상법 제349조는 (전환의 청구)

## 판례
- 第349條 (轉換의 請求) ① 株式의 轉換을 請求하는 者는 請求書 2通에 株券을 添附하여 會社에 提出하여야 한다.

②第1項의 請求書에는 轉換하고자 하는 株式의 種類, 數와 請求年月日을 記載하고 記名捺印 또는 署名하여야 한다. <改正 1995.12.29.>
③ 削除 <1995.12.29.>